# التأثير البيئي للبيتكوين
التأثير البيئي للبيتكوين تعد عملية تعدين البيتكوين، عملية يتم من خلالها إنشاء عملات البيتكوين وإتمام المعاملات، عملية مستهلكة للطاقة وتؤدي إلى انبعاثات الكربون ، حيث تم توليد حوالي نصف الكهرباء المستخدمة في عام 2021 من خلال الوقود الأحفوري. علاوة على ذلك، يتم تعدين البيتكوين على أجهزة كمبيوتر متخصصة ذات عمر افتراضي قصير، مما يؤدي إلى نفايات إلكترونية. كمية النفايات الإلكترونية الناتجة عن تعدين البيتكوين مماثلة لتلك التي تنتجها هولندا. يزعم العلماء أن تعدين البيتكوين يمكن أن يدعم تطوير الطاقة المتجددة من خلال الاستفادة من فائض الكهرباء من الرياح والطاقة الشمسية. لقد جذب التأثير البيئي لعملة البيتكوين انتباه الجهات التنظيمية، مما أدى إلى تقديم حوافز أو فرض قيود في ولايات قضائية مختلفة.

## انبعاثات الغازات المسببة للاحتباس الحراري

#### التعدين كعملية كثيفة الاستهلاك للكهرباء
تعدين البيتكوين عملية إثبات عمل تتطلب قدرًا كبيرًا من الكهرباء. يقوم عمال المناجم بتشغيل برامج مخصصة للتنافس مع بعضهم البعض من يحل أول الكتلة الحالية التي تبلغ مدتها 10 دقائق، ليم منحهم مكافأة بالبيتكوين. وقد تم وصف الانتقال إلى بروتوكول إثبات الحصة، الذي يتمتع بكفاءة أفضل في استخدام الطاقة، بأنه بديل مستدام لمخطط البيتكوين وحل محتمل لقضاياه البيئية. يعارض مؤيدو البيتكوين مثل هذا التغيير، بحجة أن إثبات العمل ضروري لتأمين الشبكة.
يجعل توزيع تعدين البيتكوين من الصعب على الباحثين تحديد موقع عمال المناجم واستخدام الكهرباء. ومن الصعب بالتالي ترجمة استهلاك الطاقة إلى انبعاثات كربونية. اعتبارًا من 2022 ، قدرت دراسة غير خاضعة لمراجعة الأقران أجراها مركز كامبريدج للتمويل البديل أن البيتكوين استهلك سنويًا ما يمثل 0٫4 ٪ من استهلاك الكهرباء في العالم، مما يجعل تصنيف تعدين البيتكوين بين بلجيكا وهولندا من حيث استهلاك الكهرباء. أشارت دراسة غير مراجعة من قبل الأقران نُشرت في مجلة Joule في عام 2022 إلى أن تعدين البيتكوين أدى إلى انبعاث كربون سنوي ما يمثل 0٫2 ٪ من الانبعاثات العالمية، وهو ما يضاهي مستوى انبعاثات اليونان. انتقدت مراجعة منهجية أجريت عام 2024 الافتراضات الأساسية لهذه التقديرات، بحجة أن المؤلفين اعتمدوا على بيانات قديمة وجزئية.

#### مزيج الطاقة لتعدين البيتكوين
كانت معظم عمليات تعدين البيتكوين حتى عام 2021، تتم في الصين. اعتمد عمال المناجم الصينيون على طاقة الفحم الرخيصة في شينجيانغ ومنغوليا الداخلية خلال أواخر الخريف والشتاء والربيع، وهاجروا إلى مناطق ذات قدرات فائضة في الطاقة الكهرومائية منخفضة التكلفة (مثل سيتشوان ويوننان ) بين مايو وأكتوبر. بعد أن حظرت الصين تعدين البيتكوين في يونيو 2021، انتقلت عمليات التعدين الخاصة بها إلى دول أخرى. بحلول أغسطس 2021، تركز التعدين في الولايات المتحدة (35٪)، وكازاخستان (18٪)، وروسيا (11٪) بدلاً من ذلك. وجدت دراسة في التقارير العلمية أنه في الفترة من 2016 إلى 2021، تسبب كل دولار أمريكي من عملة البيتكوين المستخرجة في أضرار مناخية بقيمة 35 سنتًا، مقارنة بـ 95 سنتًا للفحم ، و41 سنتًا للبنزين ، و33 سنتًا للحوم البقر ، و4 سنتات لتعدين الذهب. لقد أدى التحول من موارد الفحم في الصين إلى موارد الفحم في كازاخستان إلى زيادة البصمة الكربونية للبيتكوين، حيث تستخدم محطات الفحم الكازاخستانية الفحم الصلب ، والذي يحتوي على أعلى محتوى كربوني من بين جميع أنواع الفحم. على الرغم من الحظر، عادت عمليات التعدين السرية تدريجيًا إلى الصين، حيث وصلت إلى 21 ٪ من معدل التجزئة العالمي اعتبارًا من 2022.
يتم تقليل التأثير البيئي لعملة البيتكوين عن طريق التعدين باستخدام مصادر الكهرباء النظيفة فقط. في عام 2023، قال جيمي كوتس، وهو محلل للعملات المشفرة يكتب في بلومبرج تيرمينال، إن مصادر الطاقة المتجددة تمثل حوالي نصف مصادر تعدين البيتكوين العالمية، بينما قدرت الأبحاث التي أجرتها شركة التكنولوجيا غير الربحية وات تايم أن عمال المناجم في الولايات المتحدة استهلكوا 54٪ من الطاقة المولدة من الوقود الأحفوري. وقد اقترح الخبراء والسلطات الحكومية، مثل هيئة الأوراق المالية والأسواق الأوروبية والبنك المركزي الأوروبي، أن استخدام الطاقة المتجددة في التعدين قد يحد من توفر الطاقة النظيفة للسكان بشكل عام.
يزعم ممثلو تعدين البيتكوين أن صناعتهم تخلق فرصًا لشركات طاقة الرياح والطاقة الشمسية، مما أدى إلى نقاش حول ما إذا كان البيتكوين يمكن أن يكون استثمارًا بيئيًا واجتماعيًا وحوكمة. وفقًا لورقة بحثية صادرة عن الجمعية الكيميائية الأمريكية للكيمياء والهندسة المستدامة عام 2023، فإن توجيه الكهرباء الفائضة من مصادر الطاقة المتجددة المتقطعة مثل طاقة الرياح والطاقة الشمسية، إلى تعدين البيتكوين، يمكن أن يقلل من تقليص الكهرباء ، ويوازن الشبكة الكهربائية ، ويزيد من ربحية محطات الطاقة المتجددة - وبالتالي تسريع التحول إلى الطاقة المستدامة وتقليل البصمة الكربونية للبيتكوين. خلصت مراجعة أجريت عام 2023، إلى أن تعدين البيتكوين يمكن أن يزيد من القدرة المتجددة ولكنه قد يزيد من انبعاثات الكربون وأن تعدين البيتكوين لتوفير الاستجابة للطلب يخفف إلى حد كبير من تأثيره البيئي. خلصت دراستان أجريتا في عامي 2023 و2024 بقيادة فينجي يو إلى أن تعدين البيتكوين خارج الشبكة خلال المرحلة ما قبل التجارية (عندما تقوم مزرعة الرياح أو الطاقة الشمسية بتوليد الكهرباء ولكن لم يتم دمجها بعد في الشبكة) يمكن أن يحقق أرباحًا إضافية وبالتالي يدعم تطوير الطاقة المتجددة والتخفيف من تغير المناخ. أظهرت الدراسة أن إقران البنية التحتية للهيدروجين الأخضر بتعدين البيتكوين يمكن أن يسرع من نشر قدرات الطاقة الشمسية وطاقة الرياح. أظهرت دراسة أجريت عام 2024، أن نظام تعدين البيتكوين الذي يعمل بالطاقة الشمسية يمكن أن يحقق عائدًا على الاستثمار في 3.5 سنوات مقارنة بـ 8.1 سنوات لبيع الكهرباء إلى الشبكة، مع منع 50 ألف طن من انبعاثات ثاني أكسيد الكربون سنويًا. ويشير المؤلفون إلى أن العملات المشفرة القائمة على إثبات الحصة لا يمكنها توفير هذه الحوافز.

#### انبعاثات الميثان
تم تعدين البيتكوين من خلال الكهرباء المولدة من خلال احتراق غاز البترول المصاحب (APG)، وهو منتج ثانوي غني بالميثان من حفر النفط الخام والذي يتم أحيانًا حرقه أو إطلاقه في الغلاف الجوي. الميثان هو غاز دفيئة ذو قدرة على التسبب في الاحتباس الحراري العالمي بمقدار 28 إلى 36 مرة أكبر منCO2. من خلال تحويل المزيد من الميثان إلىCO2إن استخدام مولدات الطبيعي المضغوط يقلل من مساهمة الغاز الطبيعي المضغوط في ظاهرة الاحتباس الحراري، ولكن هذه الممارسة لا تزال تضر بالبيئة. وفي الأماكن التي يُحظر فيها إحراق الغاز، سمحت هذه الممارسة بتشغيل المزيد من حفارات النفط من خلال تعويض التكاليف، وتأخير التخلص التدريجي من الوقود الأحفوري. وفي تعليقه على أحد المشاريع التجريبية مع شركة إكسون موبيل، أشار عالم السياسة باشا مهدوي في عام 2022 إلى أن هذه العملية قد تسمح لشركات النفط بالإبلاغ عن انبعاثات أقل من خلال بيع تسربات الغاز، وتحويل المسؤولية إلى المشترين وتجنب الالتزام الحقيقي بالخفض. وفقًا لورقة بحثية نُشرت عام 2024 في مجلة الإنتاج النظيف، يمكن لتعدين البيتكوين تمويل التخفيف من انبعاثات غاز الميثان من مكبات النفايات.

#### مقارنة مع أنظمة الدفع الأخرى
نشرت مجلة الاقتصاد البيئي، عن باحثون من صندوق النقد الدولي أن نظام الدفع العالمي يمثل حوالي 0.2% من استهلاك الكهرباء العالمي، وهو ما يعادل استهلاك البرتغال أو بنجلاديش. بالنسبة للبيتكوين، تقدر الطاقة المستخدمة بحوالي 500 لكل معاملة، مقارنة بـ 0.001 لبطاقات الائتمان (لا يشمل الاستهلاك من بنك التاجر، الذي يتلقى الدفع). ومع ذلك، فإن إنفاق البيتكوين على الطاقة لا يرتبط بشكل مباشر بعدد المعاملات. تسمح حلول طبقة تجريد، مثل شبكة البرق، و معالجة الدفعات ، للبيتكوين أكثر مما يوحي به عدد المعاملات على السلسلة. على سبيل المثال، في عام 2022، قامت عملة البيتكوين بمعالجة 100 مليون معاملة سنويًا، وهو ما يمثل 250 مليون دفعة.

## النفايات الالكترونية
يتم تعدين البيتكوين عادةً على أجهزة حاسوبية متخصصة، تسمى الدوائر المتكاملة المخصصة للتطبيق، مع عدم وجود استخدام بديل بخلاف تعدين البيتكوين. بسبب الزيادة المستمرة في معدل تجزئة شبكة البيتكوين، قدرت إحدى الدراسات التي أجريت عام 2021 أن أجهزة التعدين كان متوسط عمرها 1.3 عامًا حتى أصبحت غير مربحة وكان لا بد من استبدالها، مما أدى إلى هدر إلكتروني كبير. قدرت هذه الدراسة النفايات الإلكترونية السنوية لعملة البيتكوين بأكثر من 30,000 tonnes (مقارنة بالنفايات الصغيرة من معدات تكنولوجيا المعلومات التي تنتجها هولندا) وأن كل معاملة تؤدي إلى 272 غ (9.6 أونصة) من النفايات الإلكترونية. انتقدت مراجعة منهجية أجريت عام 2024 هذا التقدير وزعمت، استنادًا إلى مبيعات السوق وبيانات الطرح العام الأولي، أن عمر أجهزة تعدين البيتكوين كان أقرب إلى 4-5 سنوات.

## البصمة المائية
وصلت البصمة المائية للبيتكوين في عام 2021، وذلك بسبب الاستهلاك المباشر للمياه في الموقع والاستهلاك غير المباشر من توليد الكهرباء. ويشير المؤلف إلى أنه من الممكن التخفيف من هذه البصمة المائية باستخدام التبريد بالغمر ومصادر الطاقة التي لا تتطلب المياه العذبة مثل طاقة الرياح والطاقة الشمسية وتوليد الطاقة الحرارية الكهربائية مع التبريد الجاف.

## الاستجابات التنظيمية
حظر تعدين البيتكوين في الصين في عام 2021 مدفوعًا جزئيًا بدوره في التعدين غير القانوني للفحم والمخاوف البيئية. في سبتمبر 2022، سلط مكتب سياسة العلوم والتكنولوجيا في الولايات المتحدة الضوء على الحاجة إلى زيادة الشفافية بشأن استخدام الكهرباء، وانبعاثات الغازات المسببة للانحباس الحراري العالمي، والنفايات الإلكترونية. في نوفمبر 2022، أكدت وكالة حماية البيئة الأمريكية عملها على التأثيرات المناخية لتعدين العملات المشفرة. في الولايات المتحدة، حظرت ولاية نيويورك إنشاء مصانع جديدة لتعدين الوقود الأحفوري مع وقف التنفيذ لمدة عامين، مستشهدة بالمخاوف البيئية، بينما تشجع ولايات أيوا، وكنتاكي، ومونتانا، وبنسلفانيا، ورود آيلاند، وتكساس، ووايومنغ تعدين البيتكوين مع الإعفاءات الضريبية. تهدف الحوافز التي تقدمها ولاية تكساس إلى خفض انبعاثات غاز الميثان من الغاز المشتعل باستخدام تعدين البيتكوين. في يناير 2024، أطلقت إدارة معلومات الطاقة الأمريكية مسحًا إلزاميًا لاستخدام طاقة تعدين العملات المشفرة، لكنها أوقفته بعد شهر واحد بعد أن طعن فيه عمال المناجم بنجاح أمام المحكمة الجزئية الأمريكية للمنطقة الغربية من تكساس.
في كندا، بسبب الطلب المرتفع من الصناعة والقلق بشأن إمكانية استخدام الكهرباء المتجددة بشكل أفضل، أوقفت مقاطعتا مانيتوبا وكولومبيا البريطانية الاتصالات الجديدة لمرافق تعدين البيتكوين بشبكة الطاقة الكهرومائية، في عام 2022 لمدة 18 شهرًا بينما زادت شركة هيدرو كيبيك الأسعار ووضعت حدًا أقصى لاستخدام عمال مناجم البيتكوين.
في أكتوبر 2022، وبسبب أزمة الطاقة العالمية، دعت المفوضية الأوروبية الدول الأعضاء إلى خفض استهلاك الكهرباء لمعدني الأصول المشفرة وإنهاء الإعفاءات الضريبية والحوافز الأخرى التي تعود بالنفع عليهم.